# Ronda 4 de GP2 Series de 2009
A ronda em Silverstone foi a quarta do campeonato GP2 Series em 2009.

## Classificações

### Corrida 1

#### Qualificação
| Pos | Piloto              | Equipa                        | Tempo    | Diferença |
| --- | ------------------- | ----------------------------- | -------- | --------- |
| 1   | Romain Grosjean     | Barwa Addax Team              | 1:25.899 | —         |
| 2   | Alberto Valerio     | Piquet GP                     | 1:26.103 | + 0.204   |
| 3   | Álvaro Parente      | Ocean Racing Technology       | 1:26.162 | + 0.263   |
| 4   | Jérôme d'Ambrosio   | DAMS                          | 1:26.317 | + 0.418   |
| 5   | Lucas di Grassi     | Fat Burner Racing Engineering | 1:26.370 | + 0.471   |
| 6   | Vitaly Petrov       | Barwa Addax Team              | 1:26.381 | + 0.482   |
| 7   | Nico Hulkenberg     | ART Grand Prix                | 1:26.406 | + 0.507   |
| 8   | Javier Villa        | Super Nova Racing             | 1:26.678 | + 0.779   |
| 9   | Pastor Maldonado    | ART Grand Prix                | 1:26.723 | + 0.824   |
| 10  | Kamui Kobayashi     | DAMS                          | 1:26.747 | + 0.848   |
| 11  | Karun Chandhok      | Ocean Racing Technology       | 1:26.842 | + 0.943   |
| 12  | Dani Clos           | Fat Burner Racing Engineering | 1:26.927 | + 1.028   |
| 13  | Davide Rigon        | Trident Racing                | 1:27.086 | + 1.187   |
| 14  | Andreas Zuber       | FMS International             | 1:27.106 | + 1.207   |
| 15  | Giedo van der Garde | iSport International          | 1:27.135 | + 1.236   |
| 16  | Diego Nunes         | iSport International          | 1:26.831 | + 0.932   |
| 17  | Luca Filippi        | Super Nova Racing             | 1:27.379 | + 1.480   |
| 18  | Edoardo Mortara     | Telmex Team Arden             | 1:27.494 | + 1.595   |
| 19  | Michael Herck       | David Price Racing            | 1:27.598 | + 1.699   |
| 20  | Davide Valsecchi    | Durango                       | 1:27.105 | + 1.206   |
| 21  | Nelson Panciatici   | Durango                       | 1:28.014 | + 2.115   |
| 22  | Giacomo Ricci       | David Price Racing            | 1:28.043 | + 2.144   |
| 23  | Luiz Razia          | FMS International             | 1:28.789 | + 2.890   |
| 24  | Roldán Rodríguez    | Piquet GP                     | —        | —         |
| 25  | Ricardo Teixeira    | Trident Racing                | —        | —         |
| 26  | Sergio Pérez        | Telmex Team Arden             | —        | —         |

#### Resultado[1]
| Pos      | Piloto              | Equipa                        | Voltas | Tempo/Aband. | Grelha | Pontos |
| -------- | ------------------- | ----------------------------- | ------ | ------------ | ------ | ------ |
| 1        | Alberto Valerio     | Piquet GP                     | 36     | 55:32.255    | 2      | 10     |
| 2        | Lucas di Grassi     | Fat Burner Racing Engineering | 36     | +1.238       | 5      | 8      |
| 3        | Nico Hulkenberg     | ART Grand Prix                | 36     | +5.289       | 7      | 7*     |
| 4        | Sergio Pérez        | Telmex Team Arden             | 36     | +5.550       | 26     | 5      |
| 5        | Romain Grosjean     | Barwa Addax Team              | 36     | +14.409      | 1      | 7**    |
| 6        | Karun Chandhok      | Ocean Racing Technology       | 36     | +16.392      | 11     | 3      |
| 7        | Pastor Maldonado    | ART Grand Prix                | 36     | +22.184      | 9      | 2      |
| 8        | Andreas Zuber       | FMS International             | 36     | +26.889      | 14     | 1      |
| 9        | Michael Herck       | David Price Racing            | 36     | +36.321      | 19     |        |
| 10       | Davide Valsecchi    | Durango                       | 36     | +39.715      | 20     |        |
| 11       | Diego Nunes         | iSport International          | 36     | +40.509      | 16     |        |
| 12       | Roldán Rodríguez    | Piquet GP                     | 36     | +41.479      | 24     |        |
| 13       | Dani Clos           | Fat Burner Racing Engineering | 36     | +45.601      | 12     |        |
| 14       | Luca Filippi        | Super Nova Racing             | 36     | +46.247      | 17     |        |
| 15       | Vitaly Petrov       | Barwa Addax Team              | 36     | +46.415      | 6      |        |
| 16       | Davide Rigon        | Trident Racing                | 36     | +57.096      | 13     |        |
| 17       | Giacomo Ricci       | David Price Racing            | 36     | +1:10.760    | 22     |        |
| 18       | Nelson Panciatici   | Durango                       | 36     | +1:16.251    | 21     |        |
| 19       | Jérôme d'Ambrosio   | DAMS                          | 36     | +1:19.149    | 4      |        |
| 20       | Luiz Razia          | FMS International             | 35     | +1 volta     | 23     |        |
| 21 (Ret) | Javier Villa        | Super Nova Racing             | 30     | DNF          | 8      |        |
| 22 (Ret) | Giedo van der Garde | iSport International          | 29     | DNF          | 15     |        |
| 23 (Ret) | Ricardo Teixeira    | Trident Racing                | 8      | DNF          | 25     |        |
| 24 (Ret) | Álvaro Parente      | Ocean Racing Technology       | 1      | DNF          | 3      |        |
| 25 (Ret) | Kamui Kobayashi     | DAMS                          | 10     | DNF          | 0      |        |
| 26 (Ret) | Edoardo Mortara     | Telmex Team Arden             | 18     | DNF          | 0      |        |

* Foi adicionado um ponto por ter feito a volta mais rápida.

** Foram adicionados dois pontos por ter feito a pole position.

### Corrida 2[2]
Nota: A grelha de partida para a 2ª Corrida é estabelecida de acordo com a classificação da 1ª Corrida, com os 8 primeiros em posições invertidas.
| Pos      | Piloto              | Equipa                        | Voltas | Tempo/Aband. | Grelha | Pontos |
| -------- | ------------------- | ----------------------------- | ------ | ------------ | ------ | ------ |
| 1        | Pastor Maldonado    | ART Grand Prix                | 23     | 35:27.955    | 2      | 7*     |
| 2        | Andreas Zuber       | FMS International             | 23     | +0.618       | 1      | 5      |
| 3        | Karun Chandhok      | Ocean Racing Technology       | 23     | +3.417       | 3      | 4      |
| 4        | Romain Grosjean     | Barwa Addax Team              | 23     | +3.447       | 4      | 3      |
| 5        | Nico Hulkenberg     | ART Grand Prix                | 23     | +3.856s      | 6      | 2      |
| 6        | Sergio Pérez        | Telmex Team Arden             | 23     | +3.936       | 5      | 1      |
| 7        | Alberto Valerio     | Piquet GP                     | 23     | +4.316       | 8      |        |
| 8        | Michael Herck       | David Price Racing            | 23     | +4.524       | 9      |        |
| 9        | Roldán Rodríguez    | Piquet GP                     | 23     | +5.030       | 12     |        |
| 10       | Vitaly Petrov       | Barwa Addax Team              | 23     | +5.463       | 15     |        |
| 11       | Álvaro Parente      | Ocean Racing Technology       | 23     | +5.916       | 24     |        |
| 12       | Jérôme d'Ambrosio   | DAMS                          | 23     | +6.553       | 19     |        |
| 13       | Giedo van der Garde | iSport International          | 23     | +7.188       | 22     |        |
| 14       | Davide Valsecchi    | Durango                       | 23     | +8.339       | 10     |        |
| 15       | Javier Villa        | Super Nova Racing             | 23     | +15.244      | 21     |        |
| 16       | Luca Filippi        | Super Nova Racing             | 23     | +34.869      | 14     |        |
| 17       | Kamui Kobayashi     | DAMS                          | 23     | +36.225      | 25     |        |
| 18       | Ricardo Teixeira    | Trident Racing                | 23     | +36.688      | 23     |        |
| 19       | Lucas di Grassi     | Fat Burner Racing Engineering | 22     | +1 volta     | 7      |        |
| 20       | Davide Rigon        | Trident Racing                | 22     | +1 volta     | 16     |        |
| 21 (Ret) | Edoardo Mortara     | Telmex Team Arden             | 19     | DNF          | 26     |        |
| 22 (Ret) | Dani Clos           | Fat Burner Racing Engineering | 19     | DNF          | 13     |        |
| 23 (Ret) | Nelson Panciatici   | Durango                       | 17     | DNF          | 18     |        |
| 24 (Ret) | Luiz Razia          | FMS International             | 11     | DNF          | 20     |        |
| 25 (Ret) | Diego Nunes         | iSport International          | 0      | DNF          | 11     |        |
| 26 (Ret) | Giacomo Ricci       | David Price Racing            | 0      | DNF          | 17     |        |

* Foi adicionado um ponto por ter feito a volta mais rápida.

## Tabela do campeonato após a ronda
Observe que somente as cinco primeiras posições estão incluídas na tabela.
| Pos | Var | Piloto           | Pontos |
| --- | --- | ---------------- | ------ |
| 1   | 1   | Romain Grosjean  | 40     |
| 2   | 1   | Vitaly Petrov    | 33     |
| 3   | 1   | Pastor Maldonado | 26     |
| 4   | 1   | Nico Hülkenberg  | 26     |
| 5   | 1   | Lucas di Grassi  | 24     |

| Pos | Var     | Construtor                    | Pontos |
| --- | ------- | ----------------------------- | ------ |
| 1   | Estável | Barwa Addax Team              | 72     |
| 2   | Estável | ART Grand Prix                | 52     |
| 3   | 2       | Fat Burner Racing Engineering | 24     |
| 4   | 1       | DAMS                          | 21     |
| 5   | 1       | Super Nova Racing             | 20     |

## Ver Também
- Silverstone Circuit